# Wright Pulsar Gemini
Wright Pulsar Gemini — двухэтажный автобус, выпускаемый производителем автобусов из Северной Ирландии Wrightbus с 2003 по 2006 год. Вытеснен с конвейера моделью Wright Gemini 2. 

## История

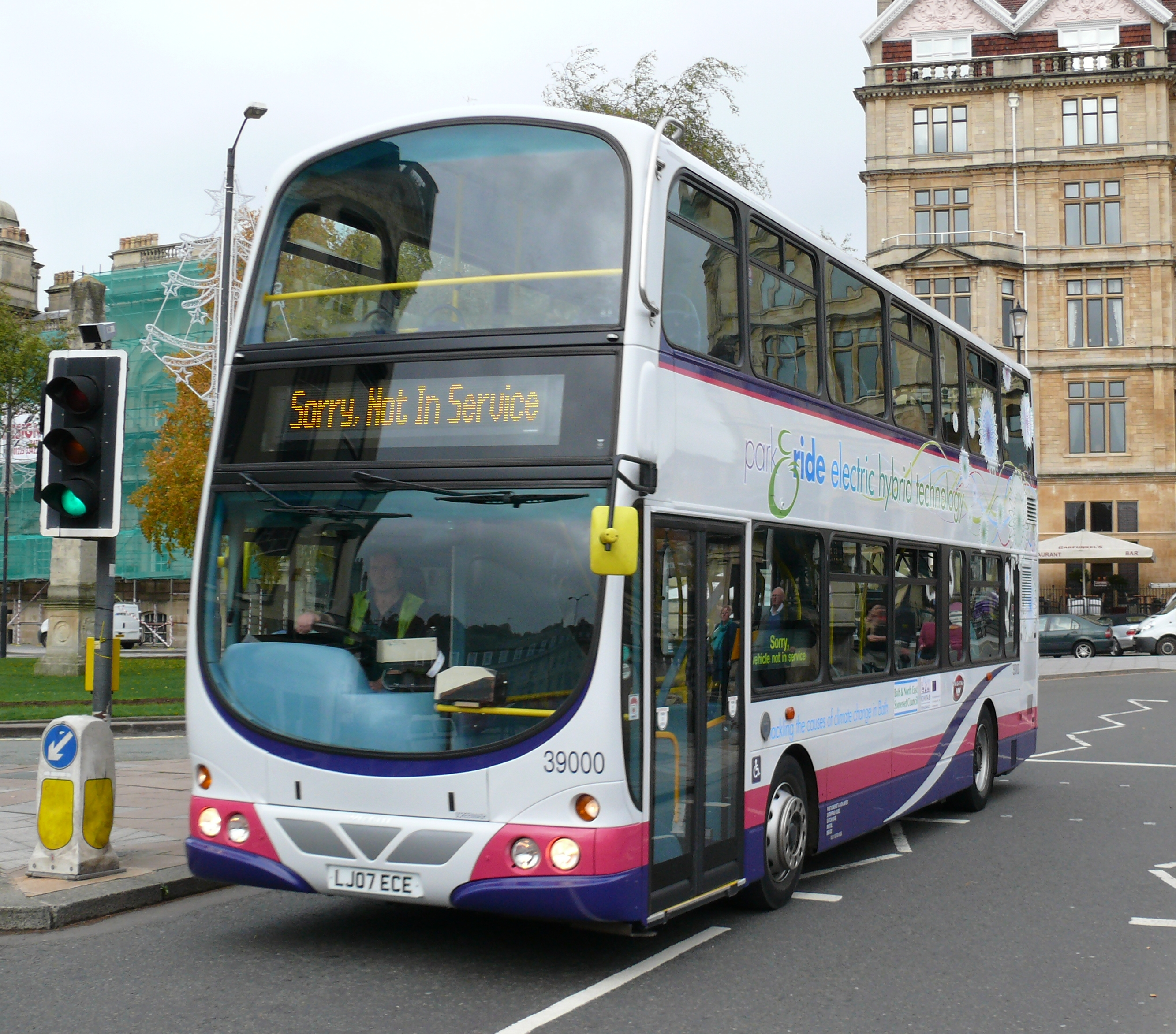
Wright Pulsar Gemini HEV

Первый автобус Wright Pulsar Gemini с ДВС был представлен в 2003 году. За его основу было взято шасси VDL DB250. На первом и втором этажах автобуса установлены ветровые стёкла, между которыми присутствует маршрутоуказатель. В салоне лестницы присутствуют впереди и посередине салона.
В Великобританию поступило 133 экземпляра Wright Pulsar Gemini в 2003—2005 годах, а в 2006 году — ещё 32.
С октября 2006 года производился также гибридный автобус Wright Pulsar Gemini HEV. В марте 2007 года его испытания проходили в Лондоне, на 141 маршруте. В 2010—2012 годах автобус эксплуатировался в Бате.
Второй экземпляр Wright Pulsar Gemini HEV эксплуатировался с конца 2008 года в Дублине.

## Галерея

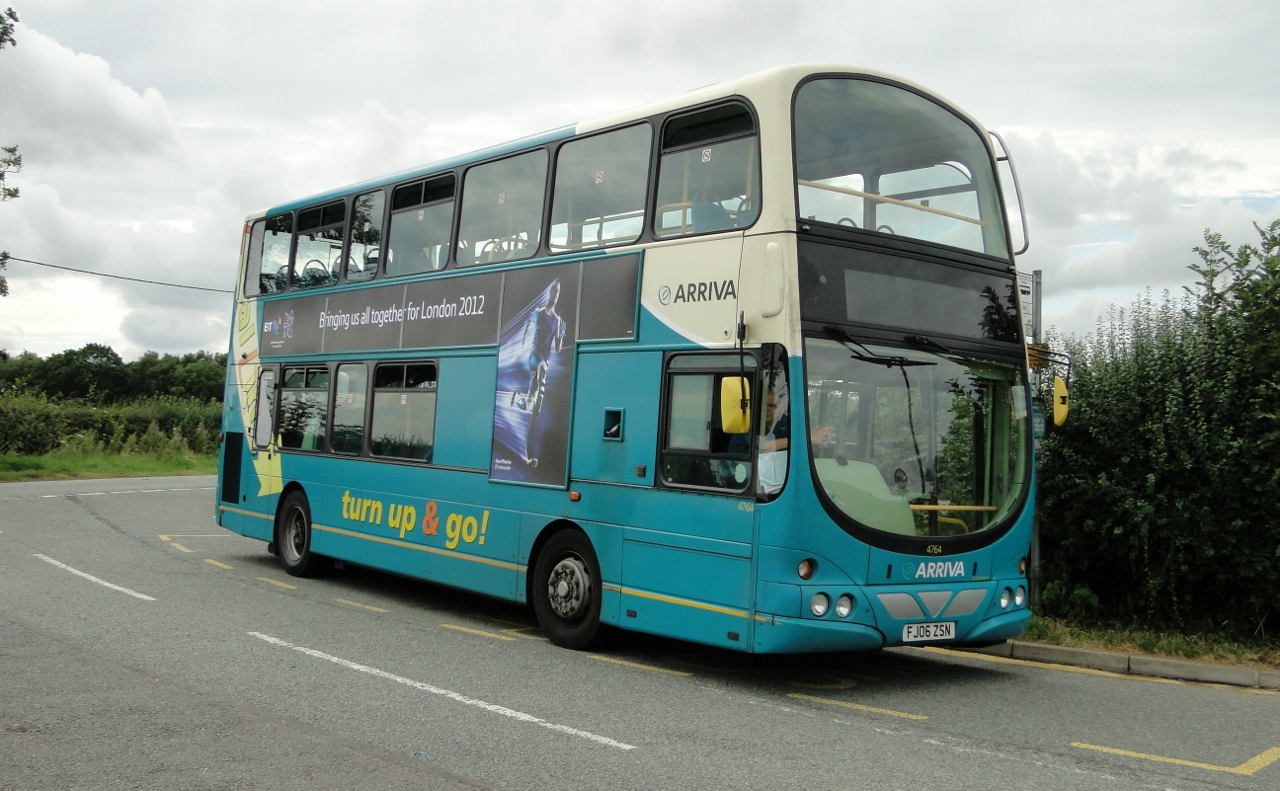
Wright Pulsar Gemini
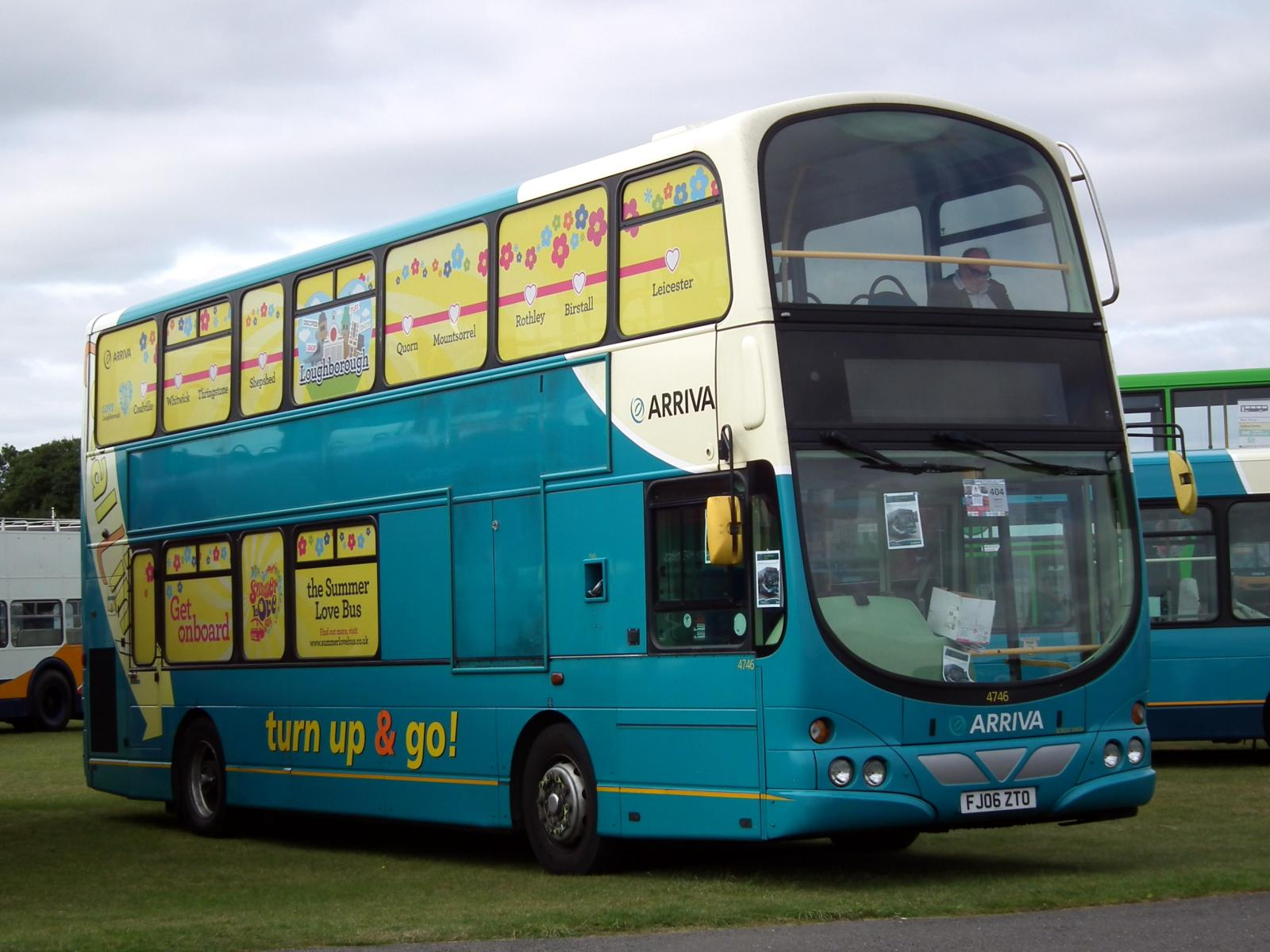
Wright Pulsar Gemini
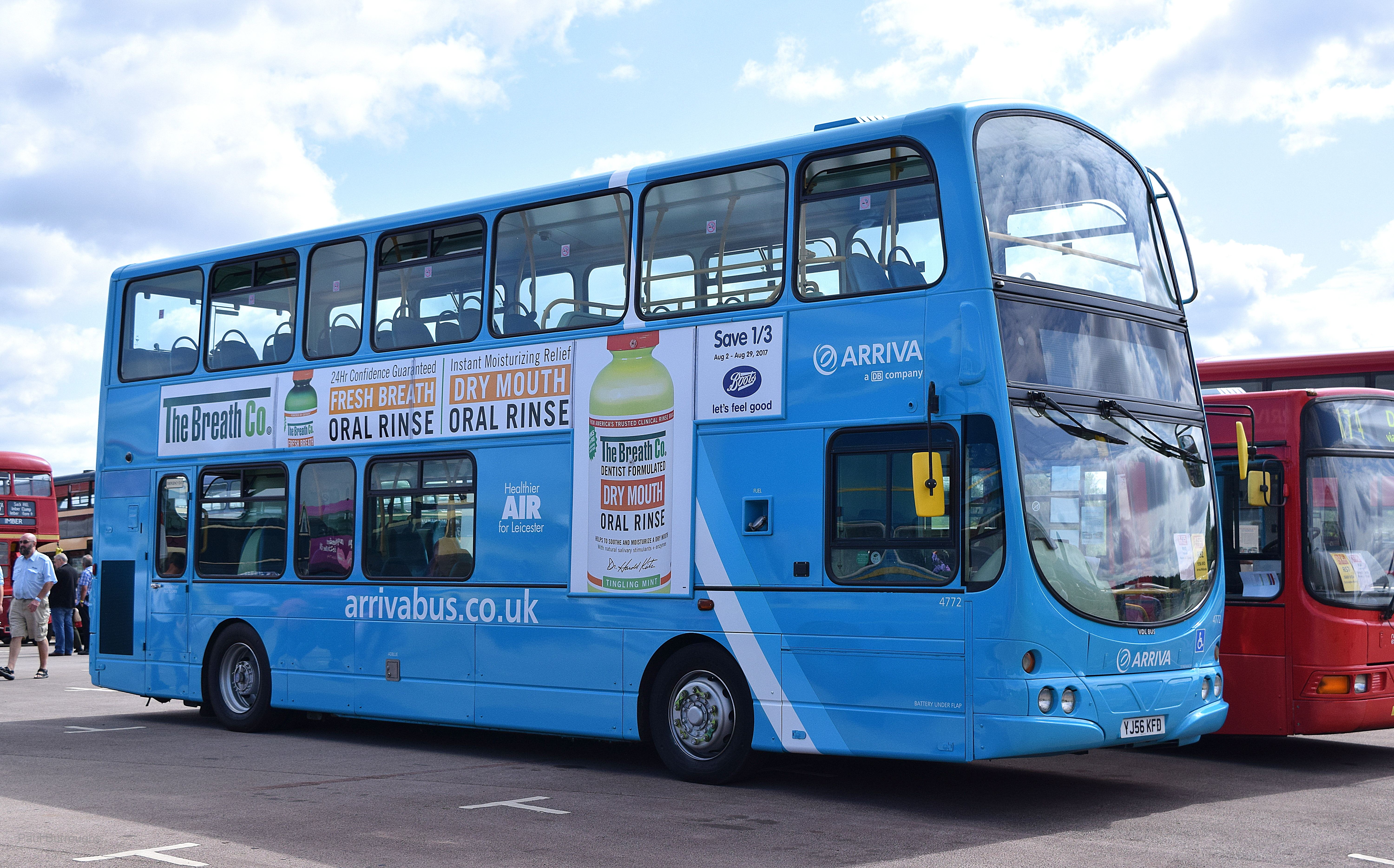
Wright Pulsar Gemini (VDL DB250)